# Аранука
Аранука (англ. Aranuka) — атолл в центральной части островов Гилберта (Кирибати). Площадь — 11,61 км². Атолл лежит в 9 км юго-восточнее атолла Куриа и в 25 км юго-западнее атолла Абемама. Аранука имеет форму треугольника, причём он состоит из 2 больших островков — Буарики и Такаэанг и одного маленького островка. Численность населения — 1057 человек (2010). Согласно мифам островов Гилберта, остров был создан богом Нареау.

## Населённые пункты атолла и их численность населения на 2005 и 2010 год
| Поселение | Английское название | Численность населения, чел. (2005) | Численность населения, чел. (2010) |
| --------- | ------------------- | ---------------------------------- | ---------------------------------- |
| Бауруа    | Baurua              | 329                                | 213                                |
| Буарики   | Buariki             | 509                                | 592                                |
| Такаэанг  | Takaeang            | 320                                | 252                                |
| Всего     | Total               | 1158                               | 1057                               |